# UR-100N

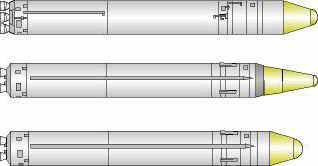
Três configurações do míssil UR-100N.

O UR-100N, também conhecido como RS-18A é um ICBM orinalmente desenvolvido pela União Soviética, atualmente Rússia. A sigla UR, ou УР, na designação, em russo универсальная ракета, significa Foguete Universal. O míssil foi designado pela OTAN como SS-19 Stiletto e tinha a designação industrial de 15A30.
Ele carrega até seis ogivas nucleares, a potência das ogivas varia entre 400 kt e 5 Mt, e tem um alcance operacional de 10.000 km.

## Estágios
O UR-100N, é composto por dois estágios mais um bloco de serviço (ogiva):
- Primeiro estágio constituído por três RD-0233 e um RD-0234[3][4]
- Segundo estágio constituído por um RD-0235 e um motor vernier RD-0236[3][4]
- A ogiva MIRV usando o RD-0237 para o empuxo vetorial[5]

## Desenvolvimento
O desenvolvimento do UR-100N teve início em 1970 no OKB-52 e os voos de teste ocorreram entre em 1973 e 1975. Em 1976, a versão melhorada UR-100NUTTKh (SS-19 Mod 3), começou a ser desenvolvida e os voos de teste ocorreram no final da década. O sistema de controle do foguete foi desenvolvido no NPO "Electropribor" em Carcóvia na Ucrânia).